# Werner K. Blessing
Werner Karl Blessing (* 20. November 1941 in München) ist ein deutscher Historiker.
Nach einem Studium der Geschichte, Germanistik, Philosophie und Politischen Wissenschaft in München und Amsterdam wurde Blessing an der Ludwig-Maximilians-Universität München als Schüler von Karl Bosl in Landesgeschichte 1976 zum Dr. phil. promoviert. 1975 wurde er wissenschaftlicher Mitarbeiter bei Eberhard Pikart an der Hochschule der Bundeswehr München. Ab 1979 war er Akademischer Rat und Oberrat bei Karl Möckl an der Universität Bamberg. Er habilitierte sich für Neuere Geschichte. Von 1989 bis 2007 hatte er an der Universität Erlangen-Nürnberg eine Professur für Neuere Geschichte und Landesgeschichte inne. Blessing gehört der Kommission für bayerische Landesgeschichte bei der Bayerischen Akademie der Wissenschaften an.
2011 wurde er mit dem Verdienstkreuz am Bande der Bundesrepublik Deutschland geehrt.

## Schriften (Auswahl)
- Staat und Kirche in der Gesellschaft. Institutionelle Autorität und mentaler Wandel in Bayern während des 19. Jahrhunderts (= Kritische Studien zur Geschichtswissenschaft. Band 51). Göttingen 1982 (zugleich Diss. München 1975/76).
- (Hrsg. zusammen mit Dieter J. Weiß): Franken. Vorstellung und Wirklichkeit in der Geschichte (= Franconia. Beihefte zum Jahrbuch für fränkische Landesforschung. Band 1). Neustadt (Aisch) 2003.
- (Hrsg.): Region – Nation – Vision. Festschrift für Karl Möckl zum 65. Geburtstag. Bamberg 2005.
- Karl Bosl im Blick eines Schülers. Erinnerungen zum 100. Geburtstag. In: Zeitschrift für bayerische Landesgeschichte. 72, 2009, Heft 3, S. 893–916.